# Шромісубані
Шромісубані (груз. შრომისუბანი) — село в Грузії.
За даними перепису населення 2014 року в селі проживає 350 осіб.